# Alberto Cavalcanti
Alberto Cavalcanti (Rio de Janeiro, 6. veljače 1897. – Pariz, 23. kolovoza 1982.), brazilski filmski redatelj.
Počeo je u francuskoj avangardi filmom "Ništa osim ura". Od 1932. je u Engleskoj, gdje radi s velikim uspjehom na dokumentarnom filmu. Režirao je i igrane filmove: "Gluho doba noći", "Na sidrištu", "Pjesma mora". Bavio se i teorijom filma.  